# Allodape exoloma
Allodape exoloma är en biart som beskrevs av Embrik Strand 1915. Allodape exoloma ingår i släktet Allodape och familjen långtungebin. Inga underarter finns listade i Catalogue of Life.